# موریس تی‌یت
موریس تی‌یت (فرانسوی: Maurice Tillette‎; ۱۲ ژانویهٔ ۱۸۸۳ – ۲۶ اوت ۱۹۷۳) بازیکن فوتبال اهل فرانسه بود.
وی در تیم ملی فوتبال فرانسه بازی کرده‌است.